# Stala & SO.
Stala & SO. ist eine finnische Glam-Rock-Band, die 1997 von dem finnischen Musiker Sampsa Astala (Stala), einem ehemaligen Mitglied der finnischen Band Lordi gegründet wurde.
Im Jahre 2011 bewarben sie sich mit ihrem Song Pamela für den Eurovision Song Contest in Düsseldorf. Allerdings verloren sie den Vorentscheid gegen den Sänger Paradise Oskar mit dem Song Da Da Dam.
Momentan ist die Band bei dem britischen Musiklabel Escape Music Ltd unter Vertrag.

## Stil
Der musikalische Stil von Stala & SO. ist sehr an den Glam-Rock-Bands der 1980er Jahre und 1970er Jahre orientiert. Stala selbst nannte Slade, T. Rex, die Ziggy Stardust-era und David Bowie als stilistische Vorbilder. Die Band ist auch bekannt für ihre melodische Rockmusik und positive Ausstrahlung.

## Diskografie

### Studioalben
- 2011: It Is So.
- 2013: Play Another Round

### Singles
- 2000: Burn the Rocks
- 2000: 3+1
- 2008: Shout!
- 2010: Everything for Money